# Sémaphore du Toulinguet

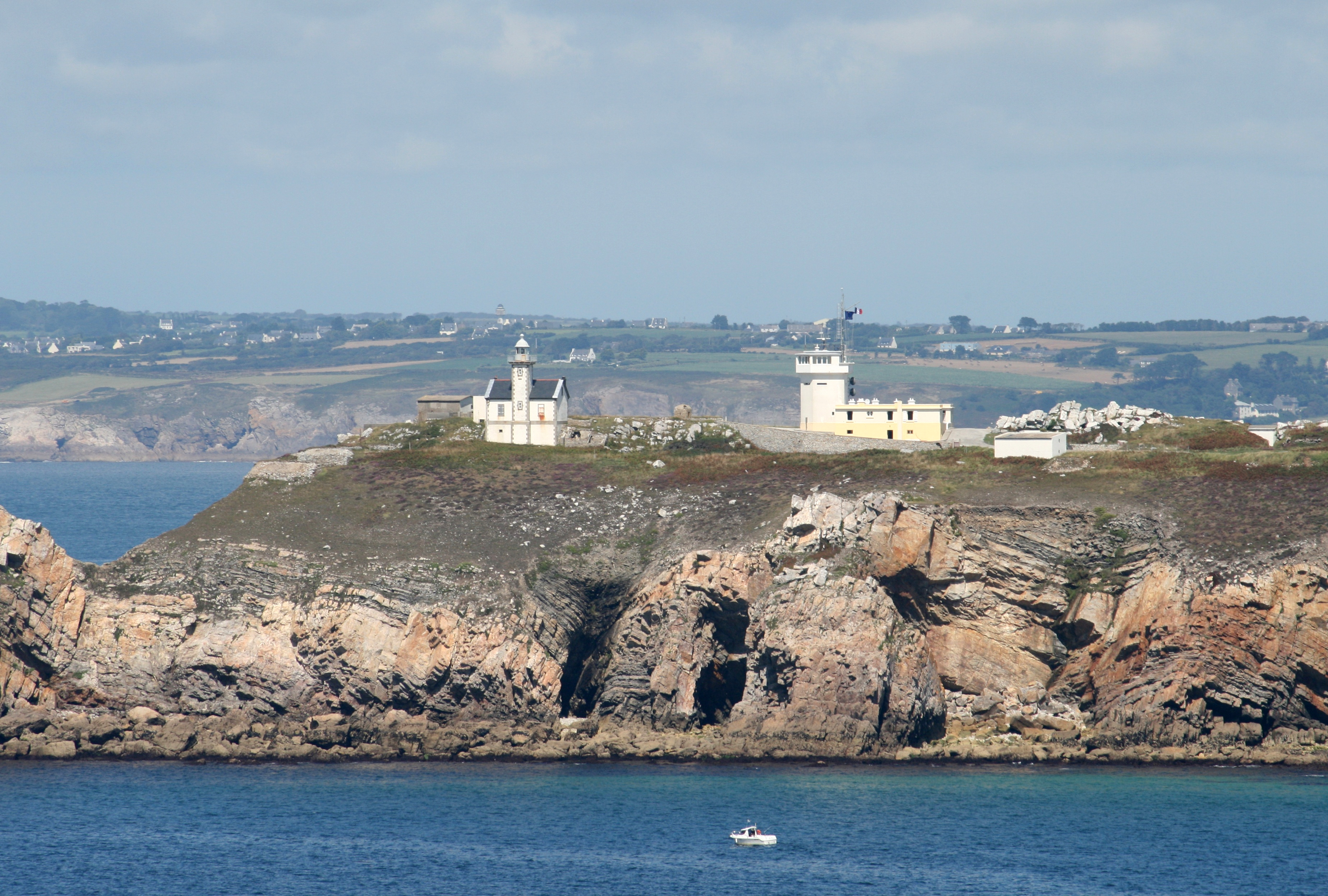
Links der Leuchtturm und rechts der Sémaphore vom Toulinguet

Der Sémaphore du Toulinguet ist eine Einrichtung des Schiffsverkehrsdienstes und befindet sich am äußersten Ende der Halbinsel Crozon auf der Pointe du Toulinguet, die sich in der Gemeinde Camaret-sur-Mer in der Bretagne befindet. Es dient vor allem der Überwachung des Schiffsverkehrs auf den anliegenden Seegebieten um den Eingang der Meerenge von Brest.

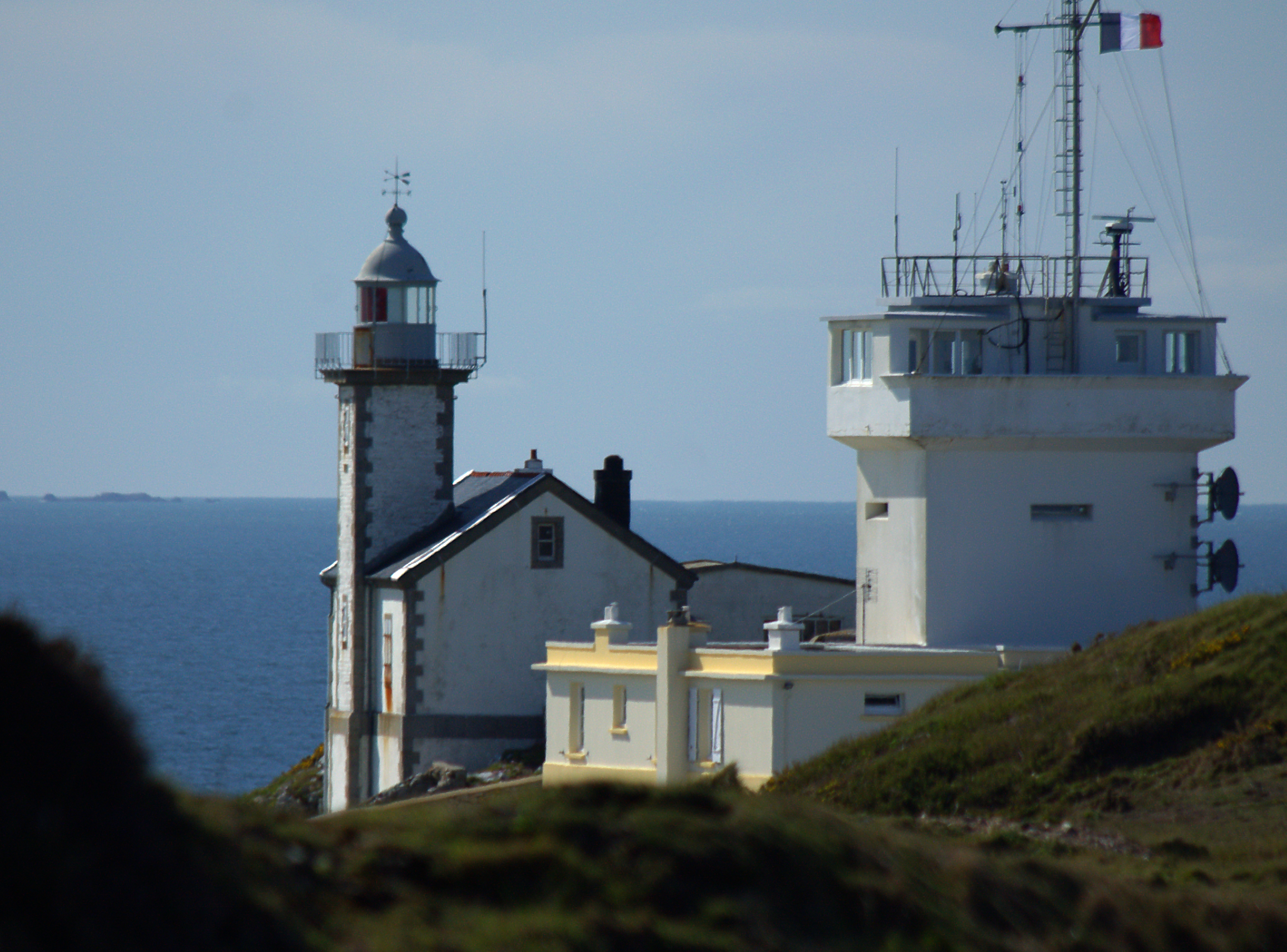
Im Vordergrund der Sémaphore und im Hintergrund der Leuchtturm vom Toulinguet

Der Sémaphore du Toulinguet steht auf einem Militärgelände der französischen Marine. 1884 errichtete Festungsanlagen kontrollieren den Zugang. In unmittelbarer Nähe befindet sich der Leuchtturm von Toulinguet.

## Geschichte
Der erste Signalmast in Camaret-sur-Mer wurde unter Napoleon I. auf der Pointe de Penhir aufgestellt; er wurde bald zu einem Einrichtung des Schiffsverkehrsdienstes umgewidmet (Sémaphor). Ein zweiter Sémaphor wurde auf den Anhöhen von Camaret-sur-Mer errichtet, von wo aus man einen guten Blick auf den Hafenverkehr hat.
Beide Gebäude wurden während des Zweiten Weltkriegs fast vollständig zerstört. Der Generalstab der Marine beschloss daraufhin nach zweijährigem Zögern bei der Standortwahl, das neue Gebäude neben dem Leuchtturm auf der Pointe du Toulinguet zu errichten. Die Bauarbeiten begannen 1949 und dauerten drei Jahre.

## Betrieb
Dieser Sémaphor ist in der zweiten Kategorie eingeteilt, sodass er von Sonnenaufgang bis Sonnenuntergang Wachdienst leistet. Zu seinen Aufgaben gehört die Überwachung von Fischern, Seglern und der Einfahrt in die Meerenge von Brest, die von vielen Schiffen befahren wird.